# Lambert Schüssler
Lambert Schüssler (* 27. Juni 1930 in Wunnersdorf bei Graz) ist ein österreichischer Fossiliensammler. Bis zu seiner Pensionierung war er Forstaufsichtsbeamter in St. Gallen, Steiermark.
Schüsslers Sammlung umfasst unter anderem die Fauna der anisischen Kalke des Rahnbauerkogels bei Gr. Reifling, Rhät der Voralpe. Er ist im Besitz der Fossilien-Sammlung von Hermann Brandauer. Schüsslers Sammlung besteht heute aus über 5000 Fossilien. Es wird in zahlreichen internationalen Veröffentlichungen auf sie Bezug genommen. Schüssler wurde im Jahr 2014 für seine Verdienste um den Museumshof Kammern mit dem goldenen Ehrenzeichen der Marktgemeinde Kammern im Liesingtal ausgezeichnet.